# Shōtetsu
Shōtetsu (jap. 正徹, wirklicher Name: Komatsu Masakiyo 松月 招月, Priestername: Seigan (清巌); * 1381 in Oda; † 9. Juni 1459 in Kyōto) war ein japanischer Tanka-Dichter und
buddhistischer Mönch.

## Leben und Wirken
Shōtetsu wurde als Sohn einer Samurai-Familie geboren und kam bereits als Kind nach Kyōto. Er lernte dreizehnjährig die Dichter Imawaga Ryōshun und Reizei Tametada kennen und wurde Schüler Imawagas. Siebzehnjährig trat er in den Kōfuku-ji-Tempel in Nara ein.
Ab 1417 hielt er sich im zen-buddhistischen Tempel Tōfuku-ji in Kyōto auf. Als Dichter in der Tradition Fujiwara no Teikas gilt er als letzter bedeutender mittelalterlicher Vertreter der Tanka-Dichtung. Er war ein überaus produktiver Autor. Obwohl bei einem Brand 20000 seiner Gedichte verloren gingen, sind in der Sammlung Sōkonshū (草根集) mehr als 11000 Gedichte überliefert. Um 1450 erschien seine literaturtheoretische Schrift Shōtetsu monogatari (正徹物語).